# Michael Swanwick
Michael Swanwick (Schenectady, 18 novembre 1950) è uno scrittore statunitense, autore di fantascienza e fantasy.

## Biografia
Ha iniziato la sua carriera di scrittore nei primi anni ottanta. Nel corso degli anni ha ricevuto numerosi premi tra cui un premio Nebula come miglior romanzo. Tra le sue opere più note si ricorda anche un racconto apparso nella raccolta La notte che bruciammo Chrome scritto a quattro mani con William Gibson, Duello (Dogfight, 1985). Nel suo romanzo Jack Faust (inedito in Italiano), l'autore rivede in chiave fantascientifica il popolare racconto tedesco Faust. Nei suoi romanzi, Swanwick spazia dal fantasy alla fantascienza, passando per sottogeneri come il New Weird e lo steampunk.
Vive a Filadelfia in Pennsylvania con la moglie, Marianne Porter. I due hanno un figlio di nome Sean.

## Riconoscimenti
- Premi Hugo
  - 1999: miglior racconto breve - La pulsazione della macchina (The Very Pulse of the Machine)
  - 2000: miglior racconto breve - Scherzo con il tirannosauro (Scherzo with Tyrannosaur)
  - 2002: miglior racconto breve - Il cane che diceva: "Bau" (The Dog Said Bow-Wow)
  - 2003: miglior racconto - Vita lenta (Slow Life)
  - 2004: miglior racconto - Legions in Time
- Premi Nebula 1991: miglior romanzo - Domani il mondo cambierà (Stations of the Tide)
- Premi Alex 2009: I draghi di Babele (The Dragons of Babel)

## Opere
(parziale)

### Romanzi

#### I draghi del ferro e del fuoco
- La figlia del drago di ferro o Cuore d'acciaio (The Iron Dragon's Daughter, 1993)
- I draghi di Babele (The Dragons of Babel, 2008), Premio Alex 2009

### Altri romanzi
- Il tempo dei mutanti (In the Drift, 1984)
- L'intrigo Wetware (Vacuum Flowers, 1987)
- Domani il mondo cambierà o Stazioni delle maree (Stations of the Tide, 1991), Premio Nebula
- Jack Faust (1997)
- Ossa della Terra (Bones of the Earth, 2002)
- Gli Dei di Mosca (Dancing with Bears, 2011)
- Caccia alla Fenice (Chasing the Phoenix, 2015)

### Racconti
- Pomeriggio da Schrafft's ( Afternoon at Schrafft's, 1984), con Gardner Dozois e Jack Dann
- Gli dei di Marte (The Gods of Mars, 1985), con Gardner Dozois e Jack Dann
- Duello (Dogfight, 1985), con William Gibson
- Preveggenza (Foresight, 1987)
- Il margine del mondo (The Edge of the World, 1989)
- L'uovo di grifone (Griffin's Egg, 1991)
- In concerto (In Concert, 1992)
- Picasso decostruito. Undici nature morte (Picasso Deconstructed: Eleven Still-Lifes, 1993)
- Ferro freddo, cuore d'acciaio (Cold Iron, 1993)
- The Dead (1996)
- La saggezza della vecchia Terra (The Wisdom of Old Earth, 1997)
- Porte radianti (Radiant Doors, 1998)
- La pulsazione della macchina (The Very Pulse of the Machine, 1998)
- Motori antichi (Ancient Engines, 1999)
- Scherzo con il tirannosauro (Scherzo with Tyrannosaur, 1999)
- Il cane che diceva: "Bau" (The Dog Said Bow-Wow, 2001)
- Il gioco di Under (Under's Game, 2001)
- Vita lenta (Slow Life, 2002)
- Coyote alla fine dei tempi (Coyote at the End of History, 2003)
- 'Hello,' Said the Stick (2002)
- Legions in Time (2003)
- Tin Marsh (2006)
- Urdumheim (2007)